# Sulavezi
Sulavezi (nekoč znan kot Celebes) je otok v Jugovzhodni Aziji, del otočja Veliki Sundski otoki na vzhodu Tihega oceana in s površino 174.600 km² eden največjih otokov na svetu. Leži med Borneom in Novo Gvinejo in v celoti pripada Indoneziji.
Obala je izrazito razčlenjena, s štirimi glavnimi polotoki (Minahasa, Vzhodni, Južni in Jugovzhodni polotok), ki razmejujejo tri velike zalive na vzhodu in jugu, na zahodu pa Makasarski preliv otok ločuje od Bornea. Sestava je posledica burne tektonske aktivnosti v geološki zgodovini: leži namreč na kraju, kjer konvergirajo avstralska, pacifična in evrazijska plošča, ki so premaknile skupaj pet nekoč ločenih praotokov. Površje je še zdaj razbrazdano s številnimi prelomi, gorato in tektonsko aktivno. Najvišji vrh je gora Rantemario pri 3478 m nmv. Le južni polotok in jug osrednjega dela Sulavezija sta ravninska.
Sulavezi je tretji najbolj naseljen indonezijski otok (za Sumatro in Balijem), kjer po oceni živi skoraj 19 milijonov ljudi, predvsem na njegovem južnem delu, ki je bolj položen in vlažnejši. Tam se razprostirajo obsežna riževa polja in tudi sicer je ta del bolj razvit od severa. Prebivalci pripadajo množici različnih etničnih skupin in so pretežno kristjani, čeprav so ohranjena tudi tradicionalna avtohtona verstva. Največje mesto je Makasar na jugozahodu, ki so ga ustanovili Nizozemci leta 1607 kot trgovsko postojanko v prizadevanju za nadzor nad trgovino z začimbami.
Živalstvo otoka je zanimivo zaradi dejstva, da v bližnji geološki preteklosti ni bilo dobrih priložnosti za kolonizacijo iz drugih delov otočja, zato ga zaznamujeta visok delež endemizma in neuravnotežena sestava. Kar 62 % vrst sesalcev je endemnih, pri tem pa na otoku živi le ena vrsta velikih plenilcev – celebeška palmova cibetovka – in tri vrste velikih rastlinojedov, ki imajo slabšo sposobnost razširjanja. V splošnem je favna bolj sorodna azijski kot avstralski.